# Monitor Polski

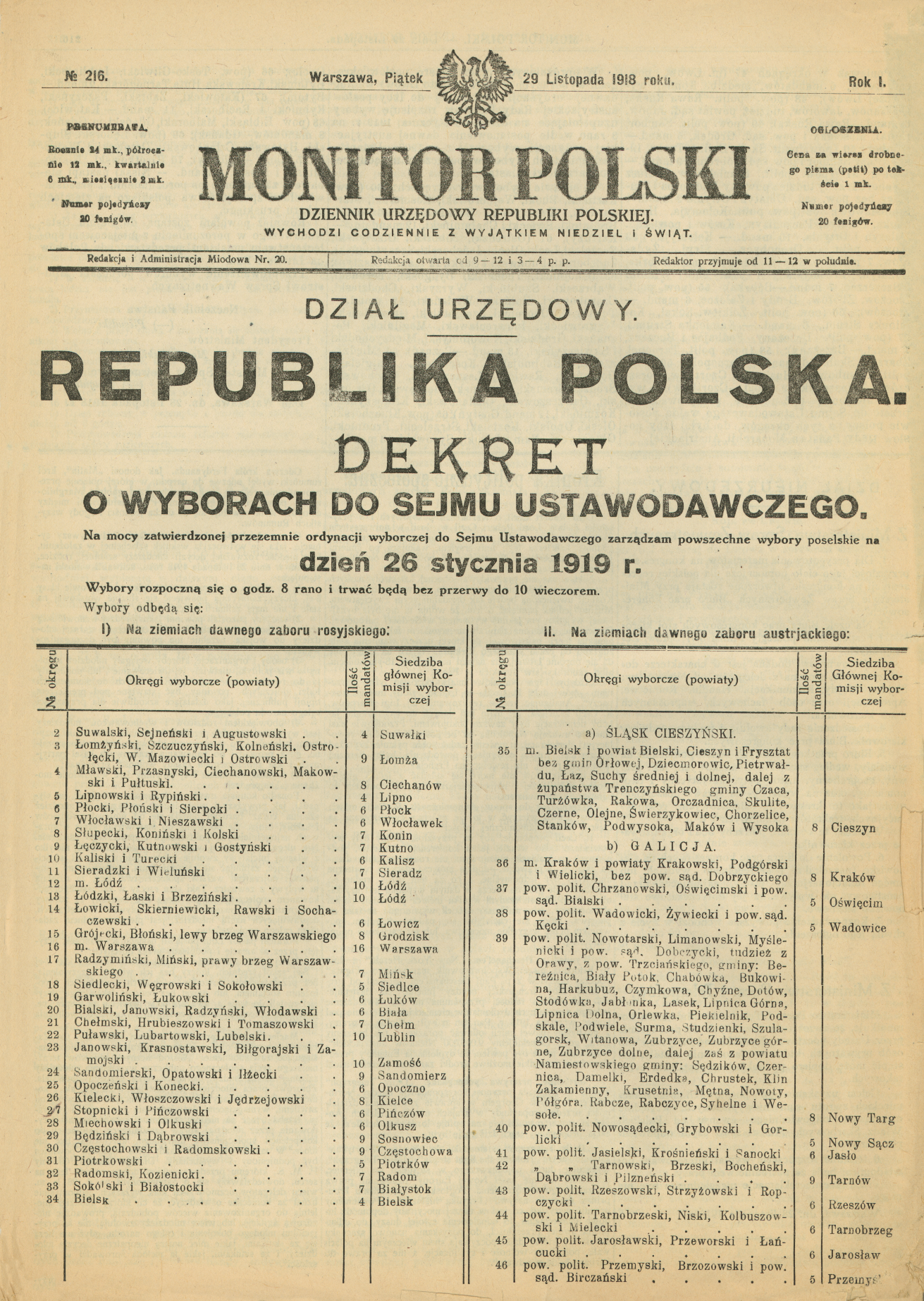
Monitor Polski z 29 listopada 1918

Dziennik Urzędowy Rzeczypospolitej Polskiej „Monitor Polski” (w praktyce najczęściej używa się nazwy Monitor Polski, oficjalny skrót to M.P.) – dziennik urzędowy wydawany przez Prezesa Rady Ministrów, służący do urzędowego ogłaszania aktów prawnych wewnętrznie obowiązujących wydawanych przez naczelne organy władzy państwowej.

## Opis
Wydawany nieprzerwanie do dziś Monitor Polski powstał na mocy art. 21 dekretu o tymczasowej organizacji Władz Naczelnych w Królestwie Polskiem Rady Regencyjnej Królestwa Polskiego z 3 stycznia 1918 (Dz.U. z 1918 r. nr 1, poz. 1), a jego pierwszy numer ukazał się 6 lutego 1918.
Agresja hitlerowskich Niemiec i ZSRR na Polskę w 1939 r. wymusiła konieczność wydawania Monitora Polskiego Polskiej poza granicami kraju. Ostatni numer Monitora Polskiego w walczącej Polsce ukazał się 5 września 1939 r. Od 25 września 1939 r. do 20 maja 1940 r. Monitor Polski był wydawany początkowo w Paryżu, a później w Londynie przez Rząd RP na uchodźstwie. Dekretem Prezydenta RP z 12 lipca 1940 r. zawieszono wydawanie Monitora Polskiego „na czas trwania wyjątkowych okoliczności wywołanych wojną” – od 27 lipca 1940 r. akty urzędowe oraz materiały informacyjne ogłaszane wcześniej w Monitorze Polskim publikowano w części II Dziennika Ustaw Rzeczypospolitej Polskiej. O faktach tych powszechnie się zapomina. W informatycznych systemach informacji prawnej Monitory Polskie wydawane przez Rząd RP na uchodźstwie są często całkowicie pominięte, jako nieistniejące (dotyczy to także Dziennika Ustaw wydawanego na uchodźstwie w latach 1939–1945, który również jest całkowicie pominięty lub kończy się na roku 1943), zaś po ostatnim numerze wydanym na ziemiach polskich w 1939 r. pojawia się od razu 1946 r., a w nim Monitory Polskie począwszy od numeru 1 wydanego 2 stycznia 1946 r. przez władze Polski Ludowej.
W odróżnieniu od aktów normatywnych publikowanych w Dzienniku Ustaw, akty prawne ogłaszane w Monitorze Polskim nie mogą być źródłem praw i obowiązków dla obywateli.
W Monitorze Polskim publikowane są m.in.:
1. zarządzenia Prezydenta Rzeczypospolitej Polskiej wydane na podstawie ustawy,
2. uchwały Rady Ministrów i zarządzenia Prezesa Rady Ministrów, wydane na podstawie ustawy,
3. orzeczenia Trybunału Konstytucyjnego dotyczące aktów normatywnych ogłoszonych w Monitorze Polskim lub aktów normatywnych, które nie były ogłoszone,
4. regulaminy Sejmu, Senatu i Zgromadzenia Narodowego,
5. decyzje Sejmu i Senatu dotyczące powoływania lub odwoływania na określone w Konstytucji i ustawach stanowiska państwowe,
6. akty urzędowe Prezydenta dotyczące:

a) zwoływania pierwszego posiedzenia nowo wybranych Sejmu i Senatu,
b) zrzeczenia się urzędu Prezydenta Rzeczypospolitej Polskiej,
c) desygnowania i powoływania Prezesa Rady Ministrów oraz Rady Ministrów,
d) przyjmowania dymisji Rady Ministrów i powierzania jej tymczasowego pełnienia obowiązków,
e) dokonywania zmian w składzie Rady Ministrów na wniosek Prezesa Rady Ministrów,
f) odwoływania ministra, któremu Sejm wyraził wotum nieufności,
g) powoływania lub odwoływania na określone w Konstytucji i ustawach stanowiska państwowe,
h) powoływania sędziów,
i) nadawania tytułu naukowego profesora,
j) mianowania na stopień generała i równorzędny,
k) nadawania statutu Kancelarii Prezydenta Rzeczypospolitej Polskiej,
l) powoływania asesorów sądowych.
Obok Monitora Polskiego wydawany był także do końca 2012 Dziennik Urzędowy Rzeczypospolitej Polskiej Monitor Polski B. Służył on przede wszystkim do publikacji sprawozdań finansowych.

## Dostępność
Dostęp do Monitora Polskiego można uzyskać:
- w wersji papierowej – w urzędach terenowych organów administracji rządowej i organów samorządu terytorialnego, które mają obowiązek udostępniać zbiory Monitora Polskiego nieodpłatnie do powszechnego wglądu w miejscach do tego przeznaczonych w siedzibach i w godzinach pracy urzędu,
- w wersji elektronicznej – na stronach Rządowego Centrum Legislacji (numery od 1921) oraz Sejmu Rzeczypospolitej Polskiej w Internetowym Systemie Aktów Prawnych (numery od 1930)

4 października 2017 r. udostępniono w formie elektronicznej również Monitor Polski wydawany przez rząd RP na uchodźstwie w latach 1939–1940; nie uwzględniono jednak aktów prawnych wydawanych przez ten rząd przed dniem 5 lipca 1945 r. jako części obowiązującego porządku prawnego na równi z aktami prawnymi władz komunistycznych.